# Samuel Frederick Gray
Samuel Frederick Gray (10 de desembre de 1766–12 d'abril de 1828) va ser un farmacèutic, micòleg i botànic anglès. Va ser el pare dels zoòlegs John Edward Gray i George Robert Gray.
Estudià medicina però no es va graduar, va ser farmacèutic a Wapping.

## Publicacions
- Supplement to the Pharmacopoeia, publicat le1818 amb diverses edicions
- Coeditor del London Medical Repository' a partir de 1919
- The Elements of Pharmacy el 1823
- The Operative Chemist el 1828.

## Les plantes britàniques
Actualment l'obra de més interès de Gray és The Natural Arrangement of British Plants, publicada en tres volums l'any 1821. És una obra innovadora essent la primera flora britànica en emprar la classificació natural de Jussieu que és una millora sobre la classificacióa rtificail de Linnaeus. Potser per això l'obra no és ben rebuda pels botànica conservadors actuals. The Natural Arrangement of British Plants també inclou seccions sobre fongs, aleshores classificats com criptògames, introdueix molts gèneres de plantes incloent Auriscalpium, Coltricia, Leccinum, i Steccherinum, que es continuen usant actualment.
Abreujatura com a botànic:Gray